# 轰-8
轰-8轰炸机是中国已停止研发的一型战略轰炸机。原计划中曾作为老式的轰-6轰炸机的迭代产品。该机在某些资料中也被称为轰-7。其最初的设计草案是将轰-6的机体放大后配置4至6台发动机，但该项目在1971年的早期开发阶段中就已被取消。

## 研制
1970年3月23日，中国航空工业603所接到任务，要求开发一种基于“轰-6”成熟技术的新型战略轰炸机。该型飞机以轰-6的机身为基础改进而来，以降低成本和开发时间。其最终被命名为“轰-8”。原计划中“轰-8”的第一架工程样机预计在1973年下线，最早则可在1974年起投入量产。
然而，随着主要开发资源逐渐转移到运-10运输机的研制计划上，轰-8的研发进度开始逐步减缓，最终于1971年9月，轰-8的研发计划被正式取消，以轰-6I型轰炸机取而代之。

## 机型
- 轰-8I – 研究了两种动力装置选项，使用四台WS-6J（910 型）涡扇或六台普惠 JT-3D 涡扇，但没有制造飞机。
- 轰-8II – 一架H-6增加了翼展，由六个WS-6J 涡扇发动机提供动力，这些涡扇安装在均匀间隔的短舱中，可能还有一个重新设计的带有加长实心机头的飞行甲板。没有制造飞机。
- 小轰 - 小型轰炸机。[2]

## 推测参数
参考资料：
基本信息
- 机组：6
- 長度：48.5米（159英尺1英寸）
- 翼展：46.47米（152英尺6英寸）
- 高度：13.85米（45英尺5英寸）
- 机翼面积：293平方（3,150平方英尺）
- 空重：63,000（138,891英磅）
- 总重：145,000（319,670英磅）
- 最大起飛重量：163,000（359,353英磅）
- 发动机：4台涡扇-6发动机，每台107.9千牛頓（24,300英磅力）推力

性能
- 最大速度：1,000—1,050每小時（621—652英里每小時；540—567節）
- 巡航速度：850—875每小時（528—544英里每小時；459—472節）在高海拔时

800 km/h（500 mph；430 kn） 在中低海拔时
- 航程：8,100（5,033英里；4,374海里）和 70,000（154,324磅）有效载荷
- 戰鬥航程：5,000（3,107英里；2,700海里）
- 转场航程：11,000（6,835英里；5,940海里）
- 升限：14,000（46,000英尺）

武器

- 機槍：2× 载人尾炮塔中的NR-23机炮
- 炸彈：可携带18,000（39,683磅）的自由落体炸弹